# Taşlıçayır, Aşkale
Taşlıçayır là một xã thuộc huyện Aşkale, tỉnh Erzurum, Thổ Nhĩ Kỳ. Dân số thời điểm năm 2011 là 29 người.